# Надзвичайне доручення
«Надзвичайне доручення» — радянський художній фільм режисера Степана Кеворкова. Другий фільм кінотрилогії («Особисто відомий», «Надзвичайне доручення», «Останній подвиг Камо») про революціонера-більшовика Камо.

## Сюжет
Йде 1917 рік. У Росії почалася Громадянська війна, згущуються хмари контрреволюції…

## У ролях
- Гурген Тонунц — Камо
- Борис Чирков — зубатовський шпик
- Ельза Леждей — актриса
- Семен Соколовський — Борис Савинков
- Володимир Кенігсон — Кривий
- Володимир Дружников — Неледецький
- Ніна Шацька — Оля (озвучує Ольга Красіна)
- Трістан Квелаїдзе — Ніко
- Георгій Бударов — лідер анархістів
- Анатолій Фалькович — Фелікс Дзержинський
- Марія Пастухова — Надія Крупська
- Олександр Кутепов — Яків Свердлов
- Сергій Карнович-Валуа — Плеханов
- Савелій Крамаров — анархіст
- Карен Джанибекян — анархіст
- Арчіл Гоміашвілі — Манташеров
- Леонід Пирогов — штабс-капітан Гетманов
- Борис Битюков — прапорщик Щекутьєв
- Микола Кузьмін — Ваня-божа людина
- Олександр Оміадзе — Філіп
- Петро Савін — матрос
- Владлен Давидов — лідер крайкому більшовиків
- Валентин Брилєєв — шпик (немає в титрах)
- Гіта Леонтенко — епізод
- Людмила Чиркова — епізод
- Гурам Сагарадзе — епізод
- Леонід Кміт — поручик
- Ніна Алісова — Олена Францівна, есерка
- Еммануїл Геллер — банкір, (немає в титрах)

## Знімальна група
- Режисери — Степан Кеворков, Еразм Карамян
- Сценарист — Костянтин Ісаєв
- Оператор — Артем Джалалян
- Композитор — Едгар Оганесян
- Художники — Петр Бейтнер, Валентин Подпомогов